# Xã Windsor, Quận Shelby, Illinois
Xã Windsor (tiếng Anh: Windsor Township) là một xã thuộc quận Shelby, tiểu bang Illinois, Hoa Kỳ. Năm 2010, dân số của xã này là 1.474 người.